# Haliun járás
Haliun járás (mongol nyelven: Халиун сум) Mongólia Góbi-Altaj tartományának egyik járása. Területe 5600 km². Népessége kb. 3800 fő.
Székhelye Haliun (Халиун), mely 87 km-re délre fekszik Altaj tartományi székhelytől.